# Бебра
Бебра (њем. Bebra) град је у њемачкој савезној држави Хесен. Једно је од 20 општинских средишта округа Херсфелд-Ротенбург. Према процјени из 2010. у граду је живјело 14.067 становника. Посједује регионалну шифру (AGS) 6632003.

## Географски и демографски подаци
Бебра се налази у савезној држави Хесен у округу Херсфелд-Ротенбург. Град се налази на надморској висини од 195 метара. Површина општине износи 93,6 km². У самом граду је, према процјени из 2010. године, живјело 14.067 становника. Просјечна густина становништва износи 150 становника/km².

## Међународна сарадња
| Мјесто   | Држава               | Врста сарадње | Од    |
| -------- | -------------------- | ------------- | ----- |
| Нерсборо | Уједињено Краљевство | партнерство   | 1969. |
| Извор    |                      |               |       |